# Olaus Troman
Olaus Troman, född 1633 i Norrköping, död 2 november 1691 i Kullerstads församling, Östergötlands län, var en svensk präst.

## Biografi
Troman föddes 1633 i Norrköping. Han var son till borgaren Bengt. Troman blev i juli 1654 student vid Uppsala universitet och skrevs in 1655 i Östgöta nations matrikel. Han prästvigdes 10 april 1663 och blev 1669 kollega vid Norrköpings trivialskola. Från 1672 till 1681 var han vikariernade rektor vid skolan och blev 1682 kyrkoherde i Kullerstads församling. Troman avled 1691 i Kullerstads församling och begravdes 2 februari 1692.

### Familj
Troman gifte sig 4 juli 1667 med Maria Jonsdotter (död 1694). Hon var dotter till kyrkoherden Jonas Neokylander och Brita Olofsdotter Kylander i Kullerstads församling. De fick tillsammans barnen Brita Troman som var gift med kyrkoherden Adamus Wæfver i Kullerstads församling och jägmästaren Gustaf Höök vid Stegeborg och militären Benedictus Troman (född 1672).